# Последният свят
„Последният свят“ (на немски: Die letzte Welt) е роман от австрийския писател Кристоф Рансмайр (р. 1954), публикуван през 1988 г.

Заглавието на този роман може да се преведе и като „Крайният свят“ или дори „Висшият свят“. Това е четвъртата книга на тогава тридесет и четири годишния Кристоф Рансмайр – роден е във Велс, Горна Австрия, следва философия и работи няколко години като редактор, а накрая се установява във Виена и от 1982 г. живее като писател на свободна практика. Предишните му книги носят заглавията „Сияйна гибел“ (1932), „Ужасите на леда и мрака“ (1984) и „В слепия ъгъл“ (1985). Все злокобни наименования! А „Последният свят“ излиза в поредицата „Другата библиотека“, издавана от известния западногермански поет и публицист Ханс Магнус Енценсбергер, чиято не по-малко злокобна поема „Гибелта на Титаник“ стана знак за културната ситуация в немскоезичната литература от последните десетилетия на XX век.
Впрочем връзката с творбата на Енценсбергер е не само външна. И тук имаме антиутопия, в която се подсказва гибелта на един свръхтехнизиран и тоталитарно устроен свят. Но докато обичайните антиутопии – например романите на Замятин, Оруел и Хъксли – пренасят действието си някъде в бъдещето, „Последният свят“ е роман за времето на римския император Октавиан Август. Това е най-бляскавата епоха в римската история, но в същото време е и модел за всички авторитарни режими. Така книгата на Кристоф Рансмайр може да бъде наречена образец на „историческа антиутопия“.
Миналото като бъдеще
В това отношение австрийският белетрист оследва примера на Бертолт Брехт, чиято „историчност“ е твърде условна. Например в новелата на Брехт „Цезар и неговият легионер“ възходът и падението на римския пълководец и консул е проекция на възхода и падението на един съвременен диктатор. Брехтовият Цезар живее в свят на банки и акции, а търговията и икономиката на империята му се ръководят от могъщо Сити.
Така и Кристоф Рансмайр, за да съхрани историческата истина, охотно жертва фактологическата. Неговият Октавиан е владетел на една технизирана империя, в която се произнасят речи пред гора от микрофони, гражданите са подложени на тотален надзор от държавата, навсякъде са изписани еднообразни патриотични лозунги и се развяват знамена. Всеки гражданин на Августовата империя знае своите задължения, предписани му от апаратчиците на властта до най-малки подробности.
Използването на исторически или митологически първообраз за създаването на неочаквани взаимовръзки между минало и настояще не е нищо ново в литературата. Но докато един Джойс постига чрез този похват дегероизиране на съвременния човек, като го принизява до карикатура на древния герой, Кристоф Рансмайр – в стила на Брехт – прави обратното: представя исторически събития със съвременен подтекст; в романа „Последният свят“ Октавиан Август е дегероизиран, като му се придават чертите на съвременен дребен деспот. Той е „световен герой“, който от един прозорец на своя дворец всеки ден часове наред съзерцава носорога, подарен му от губернатора на Суматра – този носорог е символ на неговото световно господство. Едно случайно махване с ръка става причина бюрократичната машина да се задвижи, неволният му жест да се изтълкува като височайша заповед и любимият поет на Рим Публий Овидий Назон да поеме пътя на изгнанието.
Творецът в тоталитарния свят
Защото „Последният свят“ е всъщност роман за съдбата на твореца в тоталитарната държава. Поетът Овидий е изцяло впримчен в политическите интриги. Около неговата личност възникват най-различни митове: за едни той е ексцентричен автор на любовни елегии, а за други – поет-революционер; едни виждат в него враг на държавата, а други го презират като жаден за разкош опортюнист. След заточването му в Томи на Черно море Рим едновременно тъгува и ликува. Верноподаниците на императора гадаят каква ли грешка е допуснал любимият придворен поет, че се е озовал на „пътя към края на света“.
Двигател на действието в романа са преживяванията на един обикновен римски гражданин на име Кота, който отива в Томи, за да намери приятеля си Овидий. Изминали са вече десет години от раздялата им и Кота се отправя в доброволно изгнание, за да избяга от тоталния терор на държавата – на жаргона на правителствените вестници и според досиетата на полицията такива пътници биват наричани „бегълци от родината“.
Седемнадесет дни пътува Кота на борда на кораба „Тривия“ по Егейско и Черно море, за да стигне до Томи – „железния град“. Уличките ехтят от звуците на духова музика, а нощите се изпълват от гласовете на пришълците – селяни, търсачи на кехлибар и свинари, надошли от околните селца и далечните планини. Всичко в този град е от желязо – вратите, рамките на прозорците, оградите, фигурите по фронтоните и тесните мостчета, който прехвърлят потока, разделящ Томи на две неравни части. Соленият вятър разяжда желязото; ръждата е основният цвят на града.
Кота разпитва навсякъде за Овидий, но първите отговори, които получава, са объркани и често представляват само спомени за всичко онова, случило се някога тук: „Назон ли? Не беше ли онзи побъркан, който се появяваше с цял сноп въдици и дори в снежна буря седеше на скалите по ленен костюм? А вечер пиеше из механите, свиреше на хармоника и крещеше в нощта?“
Накрая Кота узнава, че Овидий, изгнаникът, живее заедно със своя слуга-грък в Трахила, място на няколко часа път от града. В Трахила Кота се натъква на Питагор – слуга на поета – и води с него безкрайни разговори за съдбата на Овидий. Тук се намесват и спомени от „доброто старо време“ в Рим, когато поетът е бил на почит. Описанията на Вечния град с неговия разточителен разкош, почти казармена подреденост и помпозна архитектура контрастират с впечатленията на Кота от провинциалния Томи – град на заточеници, чието единствено разнообразие са героичните филми, прожектирани върху стената на кланицата.
Двойната оптика
Повествованието в романа е изградено върху принципа на „двойната оптика“ – разказите за лица и събития са пречупени през погледа на протагониста Кота. Стилистиката на романа се характеризира с гротескни преувеличения, подсилени от съчетанието на архаизирана и съвременна лексика. Всички герои от „последния свят“ на Кристоф Рансмайр имат своето съответствие в „стария свят“ на историята и митологията, но изпълняват нова функция.
Като цяло романът на Кристоф Рансмайр е метафора за участта на културата в съвременния наш свят. По това той силно напомня прочутата творба на Херман Брох „Смъртта на Вергилий“, но се вписва преди всичко в контекста на модерната антиутопия.